# Juan de Ortega (obispo)
Juan de Ortega  (nacido como Juan García de la Vega, en 1435 en Palenzuela, Burgos) fue el primer obispo de Almería, y se desempeñó, como hombre de su tiempo, no sólo en la religión, sino también en la guerra. Falleció el 15 de abril de 1515. 

## Briografía

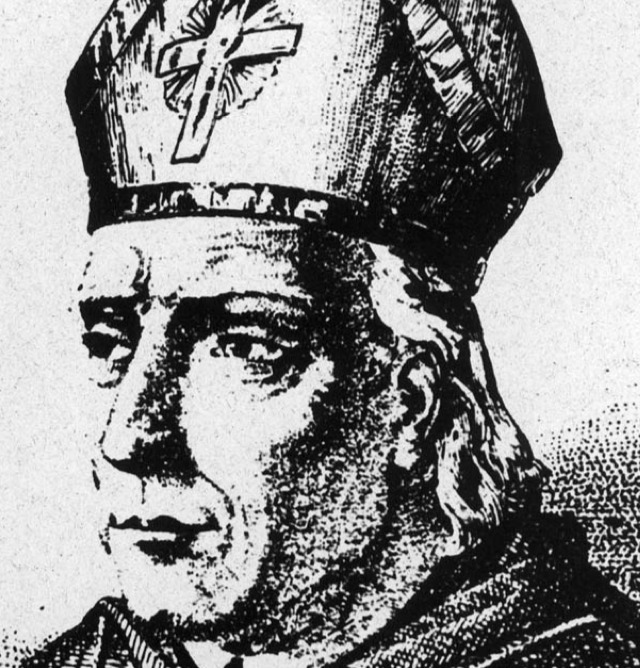
Don Juan de Ortega

Fue el primero de los hijos de don Hernando García de Palenzuela y doña Juana de la Vega, señores de altos títulos y nobilísimos blasones. Eran también oriundos de Palenzuela, así como lo fueron sus abuelos, don Sancho García de Palenzuela y doña María García de Santander. Era al parecer, descendiente por parte de su abuela paterna de la familia de los Cartagena, entre los que se encuentra a don Alonso de García de Cartagena, quien fuera deán de Compostela, famoso escritor, y quien fue nombrado obispo de Burgos el 6 de julio de 1435, antes de que muriera su padre Pablo García de Santa María, quien había a su vez sido un famoso escritor y obispo de Cartagena desde 1405 a 1415, en que fue trasladado a Burgos, donde murió el 29 de agosto de 1435. Al parecer también fue tío de Don Juan de Ortega el maestro en teología de la Orden de Predicadores Alfonso de Burgos, desde 1485 obispo de Palencia, habiéndolo sido antes de Cuenca y de Córdoba.
Por vía de su abuelo paterno descendía al parecer de Garcí Fernández de Villamayor, aunque el hecho aún no está suficientemente demostrado. 
Sabemos por su testamento que su casa solariega estaba en El Barrio de San Estaban. Primer obispo de Almería tras la Reconquista. Posiblemente ya presentado por el Rey en mayo de 1490, si bien su preconización por el Papa Inocencio VIII figura con la misma fecha de la erección de la Catedral almeriense (21-V-1492). Miembro de la familia Cartagena, de ilustres judeo-conversos burgaleses, su primer nombramiento fue de provisor y administrador del hospital de Villafranca Montes de Oca, cargo que le concedió Enrique IV de Castilla. Prebendado en la Catedral de Burgos desde 1478, colaboró eficazmente en la constitución de la Santa Hermandad en todo el Reino, en la que llegó a alcanzar los cargos de contador mayor y diputado general; participó en diferentes acciones militares, tales como la toma de Álora en 1484 o en el asalto a Loja en 1486. El año 1487 marca uno de los hitos más importantes en su carrera, con su intervención en la toma de Vélez Málaga, cuya mezquita mayor mandó el Rey a Juan de Ortega “la fiziese alimpiar y ornar en la forma que convenía”. Por estas últimas fechas expidió el Papa una bula donde le titula deán de Jaén y sacristán mayor de los Reyes.